# Сук ал-Мадина (Халеб)
Сук ал-Мадина (на арабски: سوق المدينة – дословно Пазар на града, т.е. Градски пазар), също наричан Покритият пазар/сук в Халеб или Халебският сук, е покрит пазар (сук) в Халеб - най-големия град в Сирия.
Намира се западно от замъка, известен като Цитаделата, в Стария град в централната градска част. Целият комплекс на Стария град, включително пазара и замъка, е включен в списъка на световното наследство на ЮНЕСКО през 1986 г.
Сук ал-Мадина, с неговите тесни улички, е най-големият исторически покрит пазар в света – тяхната дължина съставлява около 13 километра.
Това е главният търговски център на града. В него се продават най-разнообразни стоки, предимно потребителски, включително луксозни и вносни – например коприна от Иран, подправки и бои от Индия и много др. Там може да се купят и изделия от местно производство: известният халебски сапун, вълна, хранителни продукти.
Стратегическото разположение на града от векове привлича колонисти от всички раси и вери, желаещи да се възползват от търговските пътища, които се срещат в Халеб от Месопотамия, Индия и Китай на изток, до Анадола, Балканите и цяла Европа на запад, както и Плодородния полумесец и Египет на юг.
Превръщането на района в огромен покрит пазар започва от разполагането на търговски сергии край стари зидове (вероятно от крепостни стени и порти), после той се разширява по съседни улици, преминава през временни покрития над улиците и иззиждане на покриви над тях.
Покритият пазар представлява комплекс от над 20 сука и хана, повечето от които съществуват от 14 век и имат собствени имена по названията на търгуваните групи стоки или професии, занаяти за изготвянето им: вълнен сук, меден сук и пр. Има също занаятчийски магазини и работилници.
Пазарът включва няколко хана (кервансарая), използвани в миналото за настаняване на търговци и съхранение на стоки, чиито имена отразяват предназначението и разположението им на територията на пазара. Представляват паметници на архитектурата със своите прекрасни фасади и входове с тежки дървени порти. Днес те също се използват за разполагане на магазини и сергии.
Много части на пазара, включително средновековни постройки, са пострадали и разрушени в края на септември 2012 г. от минометен обстрел и пожари в хода на боевете за Халеб (през Гражданската война) между правителствени войски и опозиционната Свободна сирийска армия.